# Anna Besson
Pour les articles homonymes, voir Besson.
Anna Besson, née en 1988, est une flûtiste française.

## Biographie et activités
Anna Besson étudie d'abord au conservatoire à rayonnement régional de Perpignan et au conservatoire à rayonnement régional de Versailles. Puis en 2008, elle entre au Conservatoire supérieur de Genève dans la classe de flûte traversière de Michel Ballavance et dans la classe de traverso de Serge Saitta. Elle poursuit l'étude du traverso au Conservatoire national supérieur de musique et de danse de Paris, où elle est titulaire du Certificat d'Aptitude de flûte traversière.  
Anna Besson est régulièrement associée aux concerts de l'Orchestre de l'Opéra National de Paris et participe à de nombreux festivals en France et à l'étranger. Elle se produit avec des musiciens appartenant à des orchestres de musique de chambre tels que l'Ensemble Contraste et le Quatuor Debussy.  
Elle apporte sa collaboration à l'ensemble baroque A Nocte Temporis et participe activement au quatuor Nevermind qu'elle a créé avec trois musiciens du CNSM de Paris : Louis Créach au violon, Jean Rondeau au clavecin et Robin Pharo à la viole de gambe,. À travers concerts et festivals, ils font connaître au public le plus large les compositeurs de musique baroque, y compris les moins connus. Ils se produisent  en France (Théâtre des Champs-Élysées, Festival d'Auvers sur Oise, Folle Journée de Nantes), en Europe et aux États-Unis. Anna Besson participe également à l'ensemble  Les Arts florissants de William Christie. Dès l'année académique 2020-2021, Anna Besson enseigne Traverso au Conservatoire Royal de Bruxelles, succédant à Frank Theuns.

## Discographie
- French Baroque Cantatas: Ariane et Orphée. Ensemble Stravaganza, 30 octobre 2015
- Paula, Bande originale du film, 2017
- Bach, Erbarme dich
- Telemann, The Double Concertos  with Recorder
- Jean-Baptiste Quentin et Louis-Gabriel Guillemain, Conversations, Ensemble Nevermind (2016)
- Telemann, Quatuors Parisiens. Ensemble Nevermind (2017)

## Prix et distinctions
- 2009 : Premier prix à l'unanimité et félicitations du jury au Conservatoire de Versailles[8]
- 2009 : 1er prix à l'unanimité et Prix spécial d'Excellence au Concours international du Canton de Neuchâtel
- 2010 : Lauréate de la fondation Cziffra[9]
- 2010 : Demi-finaliste au Concours de l'Orchestre de Lorraine pour le poste de flûte solo
- 2011 : Concours de l'Orchestre de La Suisse Romande pour le poste de piccolo solo[1]
- 2014 : 3e prix du Concours international de musique de chambre Van Wassenaer avec  l'ensemble Nevermind à Utrecht
- 2016 : Prix spécial du Festival d'Utrecht décerné à Nevermind[10]